# Cody Rhodes and Goldust
Cody Rhodes & Goldust è stato un tag team di wrestling formato dai fratelli Cody e Dustin Rhodes, attivo in WWE tra il 2013 e il 2015.

## Storia

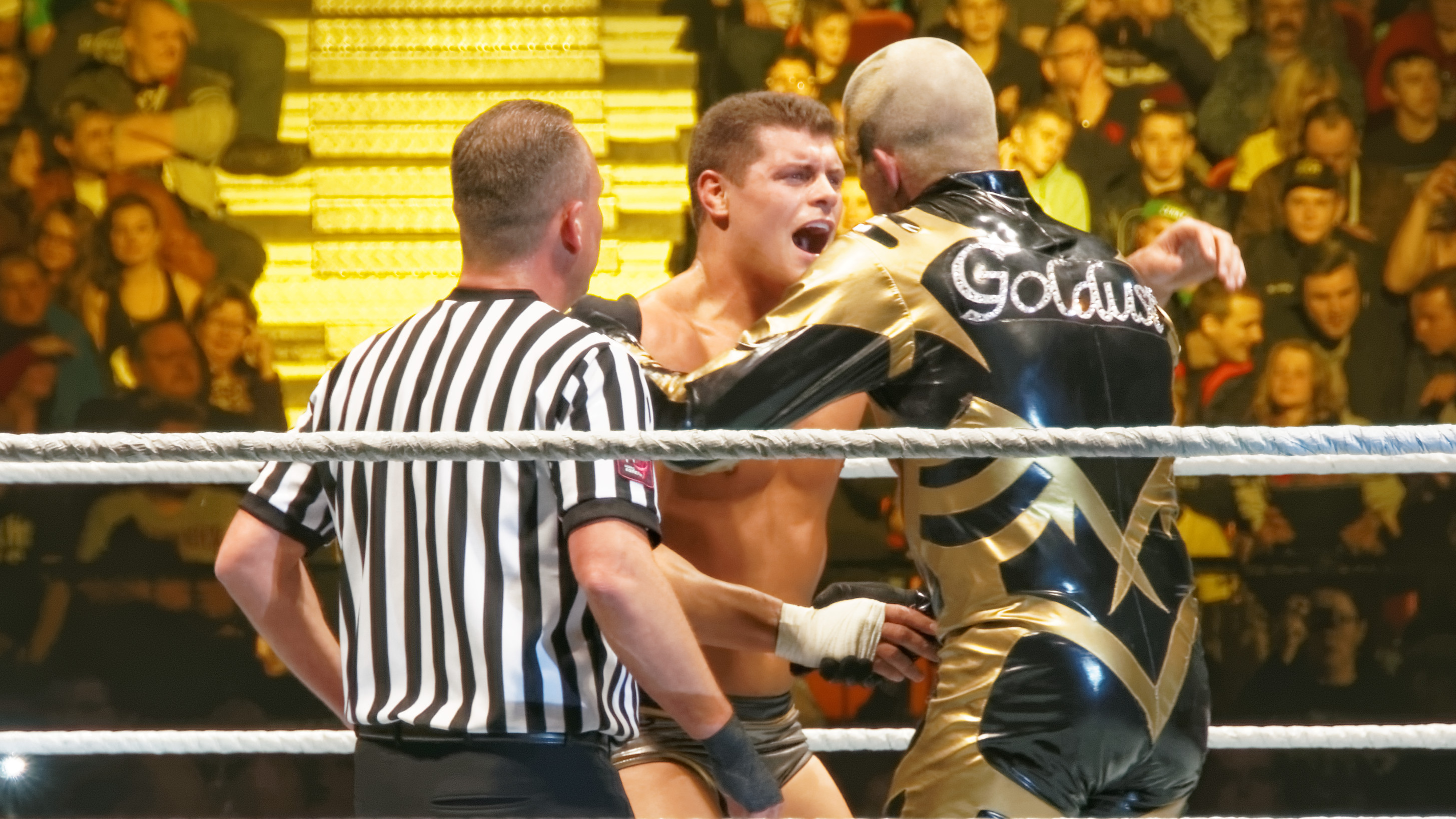
Cody Rhodes e Goldust

Questo tag team ha iniziato a prendere forma a partire dal licenziamento di Cody (kayfabe) da parte dell'Authority; Rhodes, infatti, ha dovuto disputare un match contro Randy Orton, dal quale è uscito sconfitto ed è stato licenziato come da stipulazione. La settimana dopo, sempre a Raw, Goldust fece il suo ritorno per vendicare il fratello e se avesse vinto un match Cody sarebbe stato riassunto. Ha affrontato quindi un match anche lui contro Randy Orton, venendo sconfitto e licenziato a sua volta. Anche il padre, ovvero Dusty Rhodes, ritorna a Raw, ed ha subito un diverbio con Stephanie McMahon, che gli chiese quale dei suoi due figli volesse far rientrare in federazione, ma lui ovviamente non volle scegliere, quindi Stephanie ordinò a The Big Show di finirlo con il suo KO punch. Il 23 settembre a Raw, Cody e Goldust attaccano lo Shield, rappresentanti dell'Authority, portando Stephanie a concedergli un'altra opportunità: i due fratelli dovranno affrontare lo Shield, ancora imbattuto nei tag-team match, nel nuovo PPV di ottobre, ovvero Battleground (in sostituzione di Over the Limit); se vinceranno potranno riavere i loro posti di lavoro e il padre potrà rimanere ad allenare i giovani talenti di NXT, mentre se perderanno saranno tutti e tre banditi a vita dalla WWE.
A Battleground, i Rhodes riescono a sconfiggere lo Shield in un finale molto movimentato; questo incontro entrerà anche tra i quattro candidati come Match of the Year. Inoltre nella puntata di Raw del 14 ottobre gli viene concessa una chance titolata (dato che lo Shield detiene il WWE Tag Team Championship) che riescono a sfruttare al meglio riuscendo a vincere il titolo in un No Disqualification match, soprattutto grazie all'aiuto di The Big Show, che stende tutti e tre i membri dello Shield con il KO punch. Nella puntata di SmackDown del 18 ottobre Cody Rhodes e Goldust in coppia con Daniel Bryan sconfiggono lo Shield. Nella puntata di SmackDown del 25 ottobre Cody Rhodes, Goldust, Big E Langston e Daniel Bryan sconfiggono lo Shield e Randy Orton in un 8-Man Tag Team match. A Hell in a Cell Cody Rhodes e Goldust mantengono i titoli di coppia sconfiggendo lo Shield e gli Usos in un Triple Threat Tag Team match. Nell'edizione di Raw del 28 ottobre i Rhodes Brothers vengono sconfitti dai Real Americans in un match non titolato. Nella puntata di SmackDown del 1º novembre i Rhodes Brothers e John Cena sconfiggono Damien Sandow e i Real Americans. Nella puntata di Raw del 4 novembre la Rhodes Family e John Cena sconfiggono di nuovo Damien Sandow e i Real Americans. Nell'edizione di Raw dell'11 novembre la Rhodes Dynasty sconfigge Randy Orton per count-out in un Handicap match, dopo che Orton si fa contare fuori. Nella puntata di Raw del 18 novembre i Rhodes Brothers, gli Usos, Daniel Bryan e CM Punk sconfiggono la Wyatt Family e lo Shield in un 12-Man Tag Team match. Nell'edizione di SmackDown del 22 novembre Cody Rhodes e Goldust sconfiggono i Real Americans mantenendo il WWE Tag Team Championship. A Survivor Series nel 5 vs 5 Traditional Survivor Series Elimination Tag Team match, il team formato da Cody, Goldust, gli Usos e Rey Mysterio perde contro il team composto dallo Shield e i Real Americans. Nella puntata di Raw del 25 novembre la Rhodes Family e Rey Mysterio perdono contro lo Shield in un 6-Man Tag Team match. Nella puntata di SmackDown del 29 novembre i Rhodes Brothers vincono per squalifica un match valido per il WWE Tag Team Championship contro lo Shield a causa dell'intervento di Dean Ambrose, ma poi la GM Vickie Guerrero annuncia che Goldust, Cody Rhodes e CM Punk affronteranno lo Shield in un 6-Man Tag Team match più avanti nella serata. Cody Rhodes, Goldust e CM Punk vincono per squalifica a causa dell'intervento della Wyatt Family, Vickie Guerrero annuncia che CM Punk, Goldust, Cody Rhodes, Rey Mysterio e gli Usos affronteranno lo Shield e la Wyatt Family; a vincere alla fine sarà il team capitanato dai Rhodes. Nella puntata di SmackDown del 6 dicembre, i RybAxel sconfiggono Cody Rhodes e Goldust in un non-title match, grazie ad un roll-up di Axel su Cody. Nella puntata di Raw del 9 dicembre dedicata agli Slammy Awards, il team composto dai Real Americans e i RybAxel perde contro il team formato da Cody Rhodes, Goldust, Rey Mysterio e The Big Show in un 8-Man Tag Team match. Nella puntata di SmackDown del 13 dicembre la Rhodes Dynasty perde contro i Real Americans in un non-title Match. A TLC la Rhodes Dynasty mantiene i titoli di coppia sconfiggendo The Real Americans, RybAxel e il team formato da Rey Mysterio e Big Show in un Fatal Four-Way tag team elimination match. Nel Kick-off della Royal Rumble del 2014 perdono i titoli contro i New Age Outlaws. La notte successiva a Raw non riescono a conquistare i titoli di coppia a causa dell'intervento di Brock Lesnar, il quale attacca la Brotherhood. Il rematch avviene la settimana successiva a Raw in uno Steel Cage match, dove vengono sconfitti dagli Outlaws. Dopo questa sconfitta, i Rhodes Brothers sfideranno più volte la Wyatt Family e i RybAxel, per poi partecipare a WrestleMania XXX nella André the Giant Memorial Battle Royal, venendo entrambi eliminati da Alberto Del Rio. Nel post Wrestlemania, inanellarono una serie di sconfitte, che indusse Cody ad abbandonare Goldust, invitandolo a cercarsi un nuovo partner.  
Nella puntata di Raw del 16 giugno Cody Rhodes annunciò di aver trovato il partner perfetto per Goldust, cioè lui stesso, ma con una nuova gimmick, quella di Stardust, indossando una tuta e una maschera molto simili a quelle del fratello.

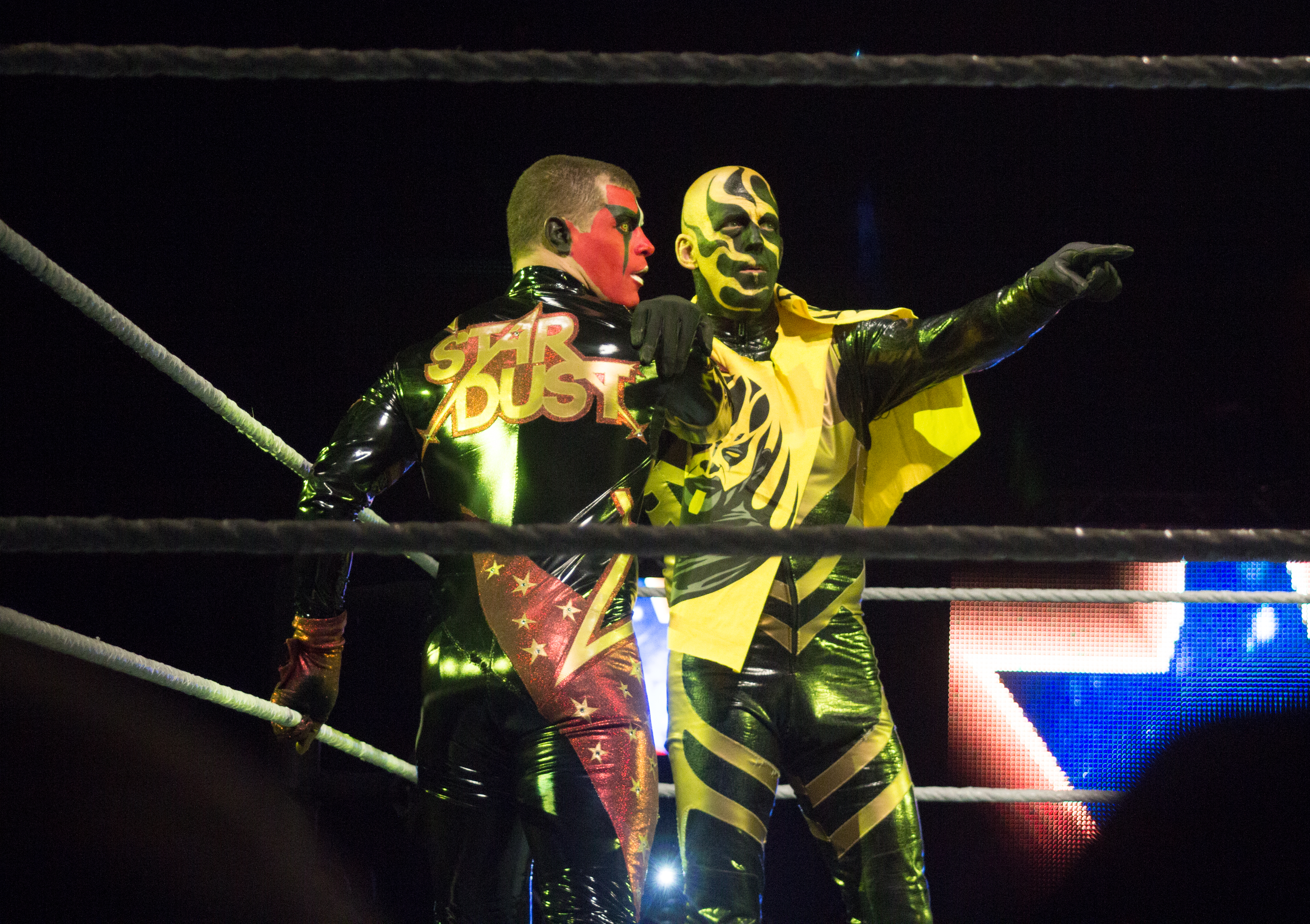
Stardust e Goldust

Dopo vari incontri con gli altri tag team della federazione (tra cui quello contro i RybAxel a Money in the Bank in cui hanno vinto), all'indomani di SummerSlam, iniziano una faida contro The Usos per il WWE Tag Team Championship, turnando heel nel processo, che li porterà a scontrarsi in un match titolato a Night of Champions, il 21 settembre, dove vincono i titoli. Nel Pay-per-View successivo, Hell in a Cell il 26 ottobre, mantengono il titolo nel rematch contro i gemelli samoani, così come nella notte successiva a Raw, dove sconfiggono Big Show e Mark Henry, dopo che il World Strongest Man ha attaccato il compagno. Il 7 novembre a SmackDown, conservano il titolo in uno Steel Cage match sempre contro gli Usos. Alle Survivor Series, perdono i titoli di coppia in un Fatal-4 Way match contro i Los Matadores, gli Usos e The Miz e Damien Mizdow, dove sono questi ultimi a vincere. Iniziano poi un feud con il New Day, perdendo però a TLC. Nei mesi successivi subiscono molte sconfitte ed iniziano i primi screzi con Stardust che abbandona più volte Goldust nel corso dei match. Nella puntata del 16 febbraio, avviene lo split tra i due; dopo una sconfitta contro il New Day, Stardust attacca Goldust con la Cross Rhodes, sancendo la fine del tag team e l'inizio di una breve faida, culminata a Fastlane con la vittoria di Goldust.

## Nel wrestling

### Musiche d'ingresso
- Gold & Smoke di Jim Johnston (25 ottobre 2013–1º luglio 2014)
- Written in the Stars di Jim Johnston (4 agosto 2014–16 febbraio 2015)

## Titoli e riconoscimenti
- World Wrestling Entertainment
  - WWE Tag Team Championship (2)